# Le Trésor des humbles

Le Trésor des humbles est un ouvrage de 1896 réunissant treize essais mystiques profonds écrits par le lauréat belge du prix Nobel de littérature Maurice Maeterlinck. L'œuvre a été éditée dans le Mercure de France et a été dédiée à Georgette Leblanc.

## Les essais
- Le Silence
- Le Réveil de l'âme
- Les Avertis
- La Morale mystique
- Sur les femmes
- Ruysbroeck l'admirable
- Emerson
- Novalis
- Le Tragique Quotidien
- L'Étoile
- La Bonté invisible
- La Vie profonde
- La Beauté intérieure